# Osmar Antônio de Araújo
Osmar Antônio de Araújo (Picos, 13 de abril de 1940) é um sidicalista e político brasileiro, foi eleito vice-governador do Piauí em 1994.

## Biografia
Líder sindical, presidiu a Federação dos Trabalhadores na Agricultura do Estado do Piauí (FETAG) exercendo simultaneamente a atividade política. Inicialmente filiado ao PMDB foi candidato a deputado estadual em 1986 e a vereador na cidade de Picos em 1988 sem conseguir eleger-se. Em 1994 viveu o ápice de sua vida política sendo eleito vice-governador do Piauí (PSDB) pela coligação "Resistência Popular" encabeçada pelo médico Mão Santa. Candidato a deputado estadual em 2002 não obteve êxito.